# Bernice (Oklahoma)
Bernice é uma cidade  localizada no estado norte-americano de Oklahoma, no Condado de Delaware.

## Demografia
Segundo o censo norte-americano de 2000, a sua população era de 504 habitantes. 
Em 2006, foi estimada uma população de 532, um aumento de 28 (5.6%).

## Geografia
De acordo com o United States Census Bureau tem uma área de 
3,7 km², dos quais 2,3 km² cobertos por terra e 1,4 km² cobertos por água. Bernice localiza-se a aproximadamente 270 m acima do nível do mar.

## Localidades na vizinhança
O diagrama seguinte representa as localidades num raio de 12 km ao redor de Bernice. 